# Piknik Country & Folk

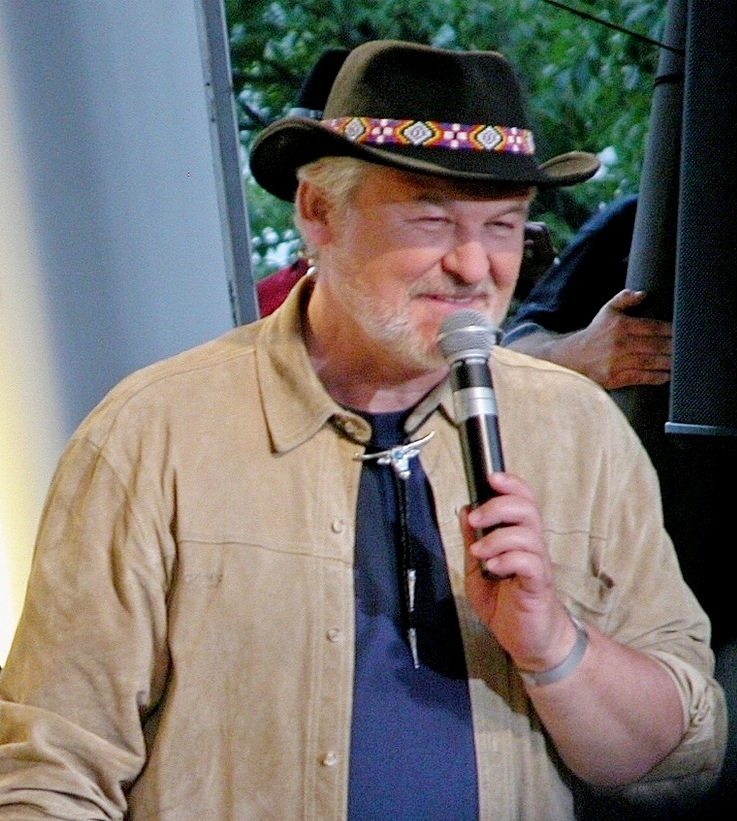
Korneliusz Pacuda Mrągowo 2004

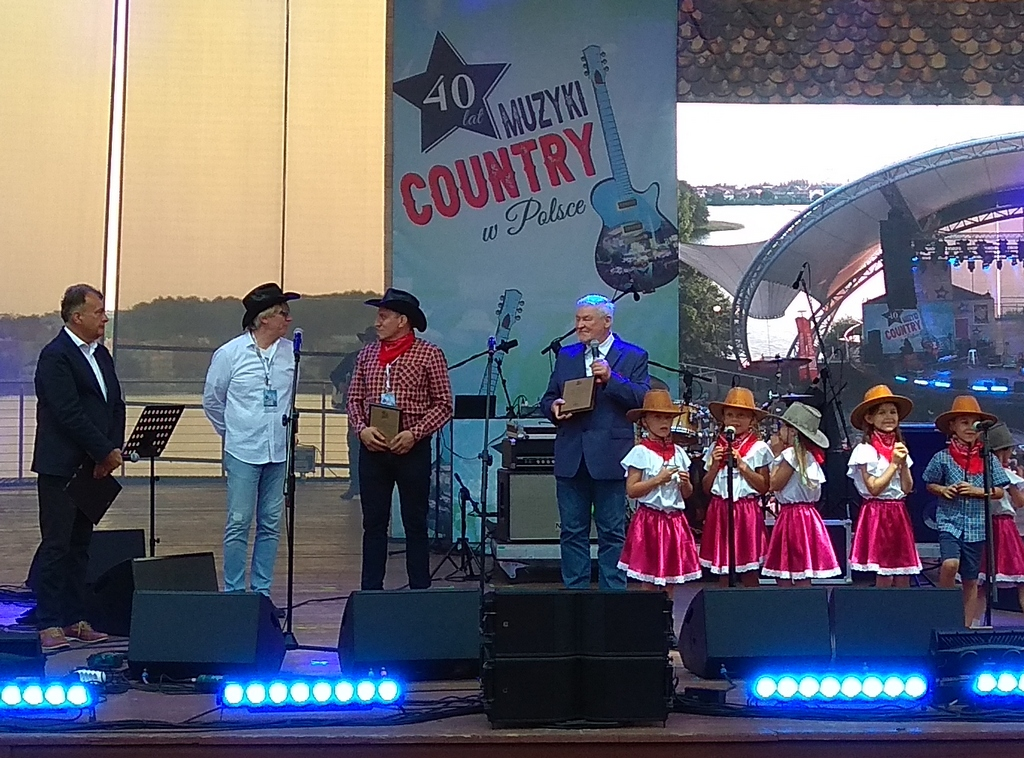
40. rocznica Pikników Country 2021. Od lewej: P. Sztompke, K. Majkowski, S. Bułajewski, K. Pacuda, dzieci z przedszkola „Stokrotka”.

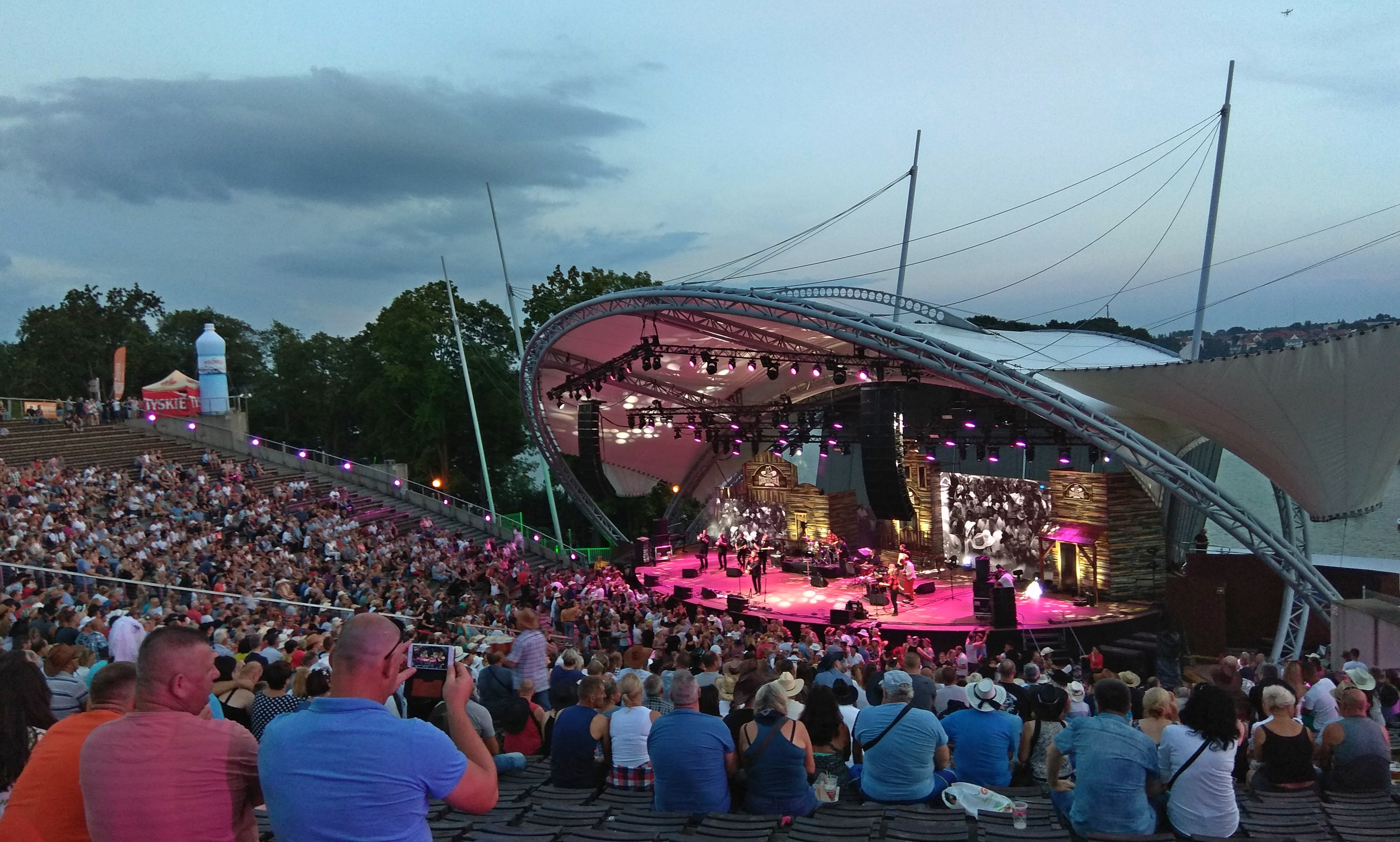
Piknik Country & Folk Mrągowo 2018

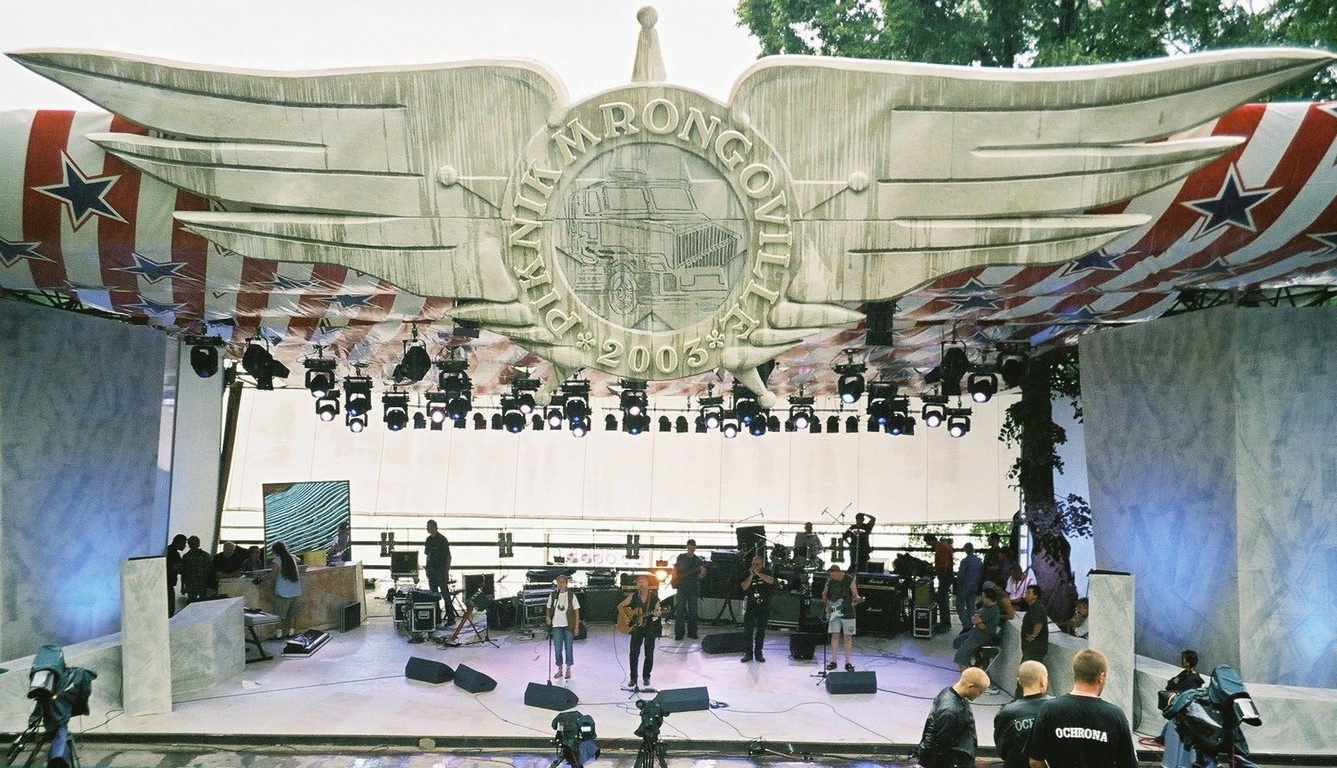
Piknik Country Mrągowo 2003

Międzynarodowy Festiwal Piknik Country & Folk Mrągowo – najstarszy, największy w Polsce i jeden z największych w Europie festiwal muzyki country i folk, odbywający się corocznie nieprzerwanie od 1982 jako impreza dwu-trzydniowa na przełomie lipca i sierpnia. 
Po raz pierwszy Piknik Country został zorganizowany w Jeleniej Górze i w Karpaczu. Kolejne – w Mrągowie, w amfiteatrze nad jeziorem Czos. Podczas jego wszystkich edycji [XLIV (44) do 2025], na Festiwalu wystąpiło ponad 600 artystów oraz zespołów muzycznych, z Polski i z zagranicy, w tym z Australii, Kanady i Stanów Zjednoczonych.

## Historia Pikniku Country w Mrągowie
Próbą generalną przed przyszłymi festiwalami muzyki country w Polsce, był Country Piknik, który odbył się w 24 lipca 1982 w Aninie. Został on zorganizowany, pod auspicjami Stowarzyszenia Muzyki Ludowej „Country” (SMLC) przez Michała Morawskiego i Piotra Kinickiego na zapleczu Osiedlowego Domu Kultury. Pomimo urzędowego ograniczenia liczby uczestników, koncert zgromadził dwuipółtysięczną widownię.
Wobec obowiązywania stanu wojennego, w 1982 nie przeprowadzono festiwali w Sopocie, Opolu, Zielonej Górze, Kołobrzegu. Ze względu na to, iż SMLC nie znalazło się na liście organizacji zawieszonych, jako jedyny, mógł odbyć się tylko – zgłoszony przez SMLC – Jesienny Piknik Country. Zorganizowany został w Jeleniej Górze i w Karpaczu (niektóre źródła podają odwrotną kolejność), w dniach 23–26 września przez Karkonoską Agencję Imprez Artystycznych, Biuro Turystyki Młodzieżowej „Juventur”, Polską Agencję Artystyczną „Pagart”, Polskie Radio i TV oraz SMLC. Na plakacie promującym imprezę, wykorzystano rysunek artysty grafika Edwarda Lutczyna. Reżyserował Zbigniew Proszowski, kierownictwo muzyczne sprawował Jacek Skubikowski, a koncerty prowadził Korneliusz Pacuda, który ustalił listę wykonawców. W hali sportowej Jeleniej Góry wystąpili wówczas: Greenhorns i Mirek Novak z Czechosłowacji, 100 Folk Celsjusz z Węgier, Country Family (bez Michała Lonstara Łuszczyńskiego), Country Road, Babsztyl, Vulgaris Country Singers, Grażyna Świtała, Marek Śnieć, Jacek Skubikowski i Janusz Laskowski.
Nazwę „piknik country” utworzył Korneliusz Pacuda. Miała ona oddawać rodzinny klimat luźnej i wesołej zabawy, z własną aprowizacją. Określenie to przyjęło się w odniesieniu także do innych tego typu imprez. Początkowa kolejność poszczególnych Międzynarodowych Festiwali Muzyki Country (MFMC) „Piknik Country”, nie uwzględniała Jesiennego Pikniku Country w Jeleniej Górze i w Karpaczu; wykazywano tylko edycje mrągowskie, licząc od roku 1983. Po kilkunastu latach, Jesienny Piknik z 1982 został włączony do rejestru, z numerem pierwszym. Dla wyrównania faktycznego porządku, w numeracji pominięto „trzynastkę”: po XII Pikniku, od razu odbył się XIV. Przez kilka lat MFMC był objęty patronatem ambasadora Stanów Zjednoczonych. W 2013 dokonano zmiany nazwy imprezy na Międzynarodowy Festiwal Piknik Country & Folk (MFPC&F) i od tego czasu muzyka folkowa została dodana do jej oficjalnego repertuaru. Mrągowski Piknik Country stał się inspiracją do zorganizowania w 2005 festiwalu „Northeim Goes Country”, który odbył się w amfiteatrze Waldbühne w miejscowości Northeim w Dolnej Saksonii (Niemcy).

## Amfiteatr i zaplecze operacyjne
Mrągowo, jako miejsce, gdzie istnieją korzystne warunki do zorganizowania cyklicznej rodzinnej, trzydniowej imprezy muzycznej typu Pikniku Country, zaproponował Zbigniew Proszowski, reżyser z TVP2, realizujący pierwszy Piknik w Jeleniej Górze i Karpaczu. Wskazał on ewentualną lokalizację amfiteatru – na skarpie plaży Hotelu Orbis Mrongovia nad jeziorem Czos. Pomysł ten został zaakceptowany na spotkaniu z udziałem naczelnika miasta Mrągowa Antoniego Chudego, dyrektora hotelu Kazimierza Grynisa i płk Stefanem Gojło – dowódcy Jednostki Wojskowej w Mrągowie, na początku 1983. Projekt wykonał reżyser Zbigniew Proszowski, z wykształcenia architekt. W ciągu kilku miesięcy żołnierze w czynie społecznym wykonali prace ziemne i montaż ławek dla 4620 widzów, a Mostostal Warszawa nieodpłatnie wzniósł stalową konstrukcję amfiteatru. Termin Festiwalu ustalony został na przełom lipca i sierpnia, gdy w hotelu FSO następowała zmiana turnusów, przez co powstawała możliwość ulokowania tam części przybyłych wykonawców i gości.
Po 30 latach, stary obiekt został wyburzony w 2011, a na jego miejscu w 2012 oddano całkowicie nowy, spełniający wszystkie wymagania nowoczesnej techniki, porównywalny z amfiteatrami w Sopocie i Opolu. Jednocześnie, zamiast prymitywnych toalet i zastępujących je później toi-toi, powstał murowany sanitariat. W 2020 wymieniono większość siedzisk na krzesełka typu stadionowego, z oparciami, dla 5280 widzów. Po przebudowie, z dawnego kompleksu pozostał jedynie SnackBar z wejściem po drewnianych schodach. W cztery lata później, w 2024 nad całą widownią zamontowano zadaszenie membranowe, dzięki czemu mrągowski obiekt stał się największym krytym amfiteatrem w Polsce.
Ściany nowego amfiteatru wykorzystano jako miejsce do umieszczania logotypów i nazwisk popularnych wykonawców, występujących na jego scenie. W 2017 były już tam podpisy Lonstara, Cezarego Makiewicza, Alicji Boncol, Tomasza Szweda, zespołu Babsztyl, oraz Rosanne Cash. Jako pierwszy, złożył swój autograf pomysłodawca Pikników Country w Mrągowie, Korneliusz Pacuda.
Biuro festiwalowe mieściło się w Hotelu Orbis Mrongovia. Inwestorem jego budowy była dyrekcja Novotelu w Olsztynie a wzniosła go szwedzka firma ABV. Został otwarty z początkiem 1981, na rok przez amfiteatrem. Przyjmował artystów i organizatorów, którym rozrywkę zapewniał „Country Night Club” w kawiarni Carmen. Po przekształceniach właścicielskich, ośrodek przyjął nazwę Hotel Mercure Mrągowo Resort&Spa. Z biegiem lat biuro festiwalowe zmieniało lokalizację, funkcjonowało w namiocie obok Mrongovii, w hotelu przy ul. Giżyckiej, później w pensjonacie Solar i znów w Mercure.
Do amfiteatru prowadzi należąca do lokalnego folkloru ul. Jaszczurcza Góra: aleja handlowa, wypełniona stoiskami z akcesoriami kowbojskimi, z odzieżą, obuwiem, świecidełkami, pamiątkami, płytami, stoiskami spożywczymi i z piwem. Po jednej stronie, za ogrodzeniem znajduje się pole namiotowe z piwiarnią, a po drugiej – bulwary nad jeziorem Czos.

## Organizatorzy i patronat mediowy
Spośród podmiotów organizacyjnych MFMC i późniejszych MFPC&F, należy wymienić: (w latach 1982–2005) Estradę Olsztyńską, Stowarzyszenie Muzyki Country, Ośrodek Kultury Ochota w Warszawie, Mantę2, Spółkę Pro Country; (od 2006) Performance Marketing Group, Performance Media Group, Stars of Poland, Ameno Event i następnie Roots Projekt z Krzysztofem Majkowskim; w stałej współpracy z kolejnymi władzami miasta Mrągowa: z naczelnikiem miasta Antonim Chudym, z burmistrzami Dariuszem Jarosińskim, Karolem Nowakiem, Otolią Siemieniec, Stanisławem Bułajewskim, Jakubem Doraczyńskim i z Centrum Kultury i Turystyki w Mrągowie, od 2021 pod nową nazwą: Mrągowskie Centrum Kultury. W albumie Country Mrągowo wydanym w 1999, autorzy wymienili aż 73 firmy współorganizujące, jednocześnie zamieszczając przeprosiny dla tych, których z przyczyn technicznych nie znaleźli się w wykazie.
Piknikowi od samego początku towarzyszył Program 2. Telewizji Polskiej, przeprowadzając bezpośrednie transmisje z koncertów do 2006. Następnie, z inspiracji Niny Terentiew, Piknik przejął Polsat do 2013. Na podstawie dostępnych danych, nad sprawnym przebiegiem imprezy czuwali; dyrektorzy festiwalu – Antoni Kopf, Stanisława Piotrowska, Sławomir Kuczmierowski, Jerzy Głuszyk, Korneliusz Pacuda, Mirosław Przedpełski; dyrektorzy artystyczni – wielokrotnie Korneliusz Pacuda, także Jerzy Głuszyk, niekiedy Tomasz Szwed; poszczególne edycje reżyserowali – Zbigniew Proszowski, Andrzej Kossowicz, Krzysztof Jaślar, Waldemar Stroński.
Biurem Prasowym i Promocji kierowała rzeczniczka Festiwalu Ewa ‘Country Lady’ Dąbrowska-Szulc a biurem organizacyjnym zarządzała Ewa Kessler. Plakaty i afisze od pierwszego mrągowskiego Pikniku, przez ćwierć wieku wykonywali dla Festiwalu (nieraz po kilka wersji w każdym roku) – Monika Stefanicka i Wojciech Wiedeński – twórcy piknikowych plakatów artystycznych. W różnych okresach przejmowali zadania: choreograficzne – Ewa Roswadowska; menedżerskie – Krzysztof Majkowski, Jerzy Batko, oraz inni. Natomiast Mieczysław „Prokurator” Witkowski, twórca pierwszej polskiej countrowej strony w Internecie Polcountry, wraz z synem Marcinem w piwnicznych warunkach organizował nowoczesne centrum informatyczne na potrzeby Biura Prasowego.
Patroni mediowi i partnerzy: TVP2, Polsat, TVP3 Gdańsk z Romualdem Bokunem, TVP3 Olsztyn, Polskie Radio Jedynka i Trójka, Radio Olsztyn, „Gazeta Olsztyńska”, tygodnik „Dyliżans” Macieja ‘Woźnicy’ Świątka, miesięcznik „Polski Traker” Barbary Bogusławy Zimmer, „Super Express”, „Fakt”, „The Voice of Poland”, Forum countrymusic.pl prowadzone przez Roberta Kashmiri i Huberta Sójkę, Fundacja Country & Folk zarządzane przez Maję Dzisiewicz i Katarzynę Chojnacką.

## Media festiwalowe i publiczność
Podczas każdej edycji MFMC, widzowie codziennie otrzymywali nowe wydanie gazetki festiwalowej, z bieżącymi informacjami na temat imprezy. Najpierw kolportowano „Mrongoville Gazette”, która była przygotowywana w Warszawie, przed imprezą. Natomiast na bieżąco, każdego dnia festiwalowego, od pierwszego mrągowskiego Pikniku, ukazywał się wydawany początkowo przez Stowarzyszenie Muzyki Counyry, a później przez Biuro Organizacyjne Pikniku „Country Express”, osiągając liczbę trzech, a nawet czterech wydań w czasie trwania każdej edycji tej imprezy. Zespół redakcyjny „Country Expressu” najczęściej tworzyli: Janusz W. Podoski, Zygmunt ‘Tequila’ Chojnacki, Marek Kasz, Maciej ‘Woźnica’ Świątek, Ewa ‘Country Lady’ Dąbrowska-Szulc, Krzysztof ‘Kris’ Cedro, Jerzy Głuszyk. Podobną informacyjną rolę spełniał "Nowy Country Osobowy" – cojakiśtamczaśnik Spółki ARPZ redagowany przez Zygmunta Chojnackiego. Relacje z wydarzeń piknikowych zamieszczał w sieci na pierwszej polskiej countrowej stronie Polcountry Mieczysław ‘Prokurator’ Witkowski z synem Marcinem.
Reminiscencje pofestiwalowe zamieszczały: „Informatory” Stowarzyszenia Muzyki Ludowej „Country” ‘82/1, ‘82/2, ’83; wydawnictwa książkowe: album Country Mrągowo 1999 (wyd.: Burmistrz Miasta Mrągowo); album Mrągowo 2000 Nashville-London Piknik Country (oprac.: Witold Kajetan Jackiewicz), album XX Jubileuszowy Festiwal Muzyki Country Mrągowo 2001 (oprac.: Witold Kajetan Jackiewicz), album XXV Piknik Country Mrągowo 2006 1982-2006 (red.: H. Gąsiorowska i K. Pacuda); miesięcznik „Polski Traker”; Radio „Warszawa Praga”, Polskie Radio „Jedynka” – Jerzy Głuszyk; tygodnik „Dyliżans”; „Time” – Tadeusz Kucharski; oraz trzy media: „Kurier Podlaski”, „Dziennik Chicagowski”, Radio „Akadera” – reprezentował Ryszard ‘Medman’ Kijak, który w marcu 2021 napisał niniejszy artykuł i wciąż go aktualizuje.
Na widownię co roku przybywają stali bywalcy – ekipy fanów, grupy wyjazdowe, całe rodziny z przyjaciółmi. Wśród nich pojawiały się charakterystyczne postacie: Flower Lady, „Pani Janeczka” – wielbicielka Szweda, lub Traper Long Bob (ze skrzypcami) & Luciano Mexicano – ojciec i syn: Robert i Lucjan Żeleńscy. Po wyczerpaniu programu, fani, artyści i organizatorzy przenosili się do hotelu Mrongovia, do „Country Night Clubu” w kawiarni Carmen. A na prowizorycznych estradach zlokalizowanych w posesjach w pobliżu hotelu Mrongovia, odbywały się nieoficjalne koncerty do rana. W roku 2020, z powodu pandemii COVID-19, w czasie XXXIX Pikniku narzucono obostrzenia, w tym ograniczenie liczby publiczności o połowę. XL jubileuszowy Piknik w 2021 trwał dwa dni (piątek i sobota). Piątkowy koncert opatrzono nie oddającym prawdy tytułem „40 lat muzyki country w Polsce”.

## Koncerty na scenie głównej amfiteatru
Pierwszy oficjalny akord w nowo otwartym amfiteatrze w Mrągowie w 1983, został wykonany przez Lonstara, na jego dwunastostrunowej gitarze. Artysta wystąpił z utworem If You Don’t Like Hank Williams Krisa Kristoffersona. W mrągowskim inauguracyjnym festiwalu wystąpili ponadto: Raymond Froggatt, Grunwald Hilton, Varkonyi Eszter, Boytorian, Western Union, Plavci, Naďa Urbánková, Karel Černoch, Country Beat Jiri Brabca. Polscy artyści: Dystans, Andrzej Elman, Grupa Pod Budą, Gang Marcela, Wojciech Bellon, Tomasz Szwed i Poker, Grażyna Świtała, Babsztyl, T-Band, Anna Ścigalska, Michał Grabiec, Country Road, Marek Śnieć, Rafał Rękosiewicz, Andrzej Rybiński, Urszula Sipińska (wchodząc na scenę zwichnęła nogę). W 1985 w Mrągowie wystąpił pierwszy amerykański gwiazdor George Sandiffer, a w rok później pierwsza gwiazda amerykańska, Rattlesnake Annie.
Gospodarzem większości koncertów był Korneliusz Pacuda, w charakterystycznym kapeluszu kowbojskim. Podczas 42. PC&F, z okazji 80. rocznicy jego urodzin, odbyło się multimedialne widowisko, stanowiące benefis "Korka" pt. „Dwudziestka do setki”. Urodzinowy koncert rozpoczął dyrektor Programu I Polskiego Radia Marcin Kusy, wręczając jubilatowi Złotą Płytę za całokształt pracy dziennikarskiej i twórczej.
Koncerty prowadził również Wojciech Mann, zapamiętany dzięki oryginalnym wjazdom na rozpoczęcie festiwalu (na pierwszy Piknik przyjechał amfibią, na kolejne jeepem, motocyklem, powozem, innym razem przypłynął żaglówką). Słuchacze oblegający teren poza amfiteatrem, pamiętają go z pozdrowień „dla tych co za płotem”. Do grona kilkukrotnych prezenterów zaliczają się też: Tomasz Szwed, Jacek Skubikowski, Wojciech Cejrowski, Paweł Sztompke, a ostatnio Marcin Kusy.
Festiwal doczekał się własnego hymnu, podobnie jak Woodstock Festival. Jest to utwór Wszystkie drogi prowadzą do Mrągowa, którym Cezary Makiewicz w 1997 zdobył I nagrodę w ogólnopolskim konkursie „I jest przebój” na piosenkę inspirowaną muzyką country, którą przyznało mu jury w składzie: Ryszard Poznakowski, Marek Dutkiewicz, Korneliusz Pacuda, Jacek Skubikowski, Paweł Jastrzębski.

## Konkursy i widowiska
Koncerty festiwalowe przyjmowały różne formy. Były to występy solistów i zespołów, benefisy i obchody jubileuszów działalności artystycznej poszczególnych wykonawców oraz widowiska. W latach 1994 i 1995 prezentowano Listę amerykańskich przebojów po polsku.
Przeprowadzano także konkursy muzyczne i pokazywano ich finały. Od 1998 przez kilka lat odbywał się Konkurs Country Europa – z udziałem zespołów z zagranicy. Na pierwszym, nagrodę publiczności zdobyła polska grupa Colorado. W jury zasiadały światowe sławy country – Anita Cochran, MC Kennard, Chad Brock. Od 1999 organizowano finały Konkursu na Piosenki dla Kierowców / Piosenki Drogi / Piosenki Radia Kierowców. Od 2010 aranżowano Konkurs „Siedmiu Wspaniałych”, polegający na promowaniu przez siedmioro artystów, swoich podopiecznych młodego pokolenia, wykonujących utwory countrowe solo lub w duecie ze swoim opiekunem.
Oprócz koncertów wystawiano widowiska muzyczno-taneczne: Narzeczona rozbójnika Teatru im. S. Jaracza w Olsztynie, Piątkowa noc w Grand New Amfi Zygmunta ‘Tequili’ Chojnackiego, I Want To Be a Cowboy’s Sweetheart, czyli chcę być ukochaną kowboja Ewy ‘Country Lady’ Dąbrowskiej, Country po polsku Korneliusz Pacudy, Wesele – czyli wszyscy chłopcy z naszego puebla oraz Hurtownia Szwedex albo XX lat pracy w zawodzie czy Medicine Show Tomasza Szweda, Gorączka sobotniej nocy, czyli płonąca granica Roberta Roswadowskiego, Słońce na zachodzie, czyli piosenki z westernów Lonstara, Johnny Cash – Spacer w Polsce Ryszarda ‘Medmana’ Kijaka, Historia kowboja Martina Mroza Korneliusza Pacudy i Krzysztofa ‘Krisa’ Cedro, Piknikowy sklep z muzyką Macieja ‘Woźnicy’ Świątka; ponadto inne, jak Gwiazdy nad Teksasem, Nocny pociąg do Memphis, Polska Wolna Amerykanka, Czekając na Hanka Williamsa, Gwiazdy dla country, Szantry, czyli morze a może preria, Wspomnienia z 24 Pikników Country, Tribute to The Highwayman.

## Piknik w Mieście
Aby umożliwić szerszy udział w Pikniku mieszkańców Mrągowa i przyjezdnych, w roku 1995 po raz pierwszy zorganizowano równoległą imprezę „Piknik w Mieście”. Dzięki temu, Festiwal przekształca na kilka dni całe miasto w kombinat rozrywki, do którego przyjeżdża w czasie jego trwania do 25 tysięcy gości. Jednym z autorów tego projektu była Halina (Helena) Gąsiorowska, która w 1996 doprowadziła do corocznego formowania i mobilizacji parady różnych udekorowanych pojazdów przemieszczających się przez miasto w korowodzie bryczek, motocykli, samochodów. Współpracowała z nią Halina Romaniszyn. Organizatorem i realizatorem imprez w mieście był Miejski Dom Kultury Zodiak ze Sławomirem Morawskim. Od 1995 miasto zaczęło żyć festiwalem, a mieszkańcy i turyści mogli uczestniczyć w imprezach otwartych.
W przeddzień (najczęściej) głównej imprezy, odbywają się występy w ramach „Przepustki do Mrągowa” – konkursu dla wykonawców muzyki country, którzy pretendują do występu na Festiwalu w amfiteatrze. Podczas „Pikniku w Mieście” artyści mieli początkowo do dyspozycji prowizoryczną estradę przy MDK Zodiak (przemianowany na Centrum Kultury i Turystyki, a następnie na Mrągowskie Centrum Kultury), publiczność bawiła się na placu Rocha. Później na koncerty kameralne wygospodarowano miejsce na Placu Unii Europejskiej, w Małym Amfiteatrze, z niewielką widownią i estradą. W mieście występuje również wielu wykonawców zaproszonych na Festiwal.
Zwiększa się liczba ofert różnorodnych form rozrywki, jak Memoriał Taneczny im. Andrzeja Fabisiaka – bicie rekordu Polski w tańcu liniowym, czy Country na Wojskowo – wystawa historycznego sprzętu wojskowego. Inne imprezy okolicznościowe to maraton pływacki, turniej brydżowy, wystawy. Chwile refleksji zapewniały msze countrowe w kościele św. Wojciecha. Imprezy countrowe odbywają się również w Western City Mrongoville – miasteczku westernowym oddanym do użytku w 2008, które w 2018 zmieniło nazwę na Mrongoville Family Town.

## Artyści występujący na Festiwalu 1982-2024
W Mrągowie gościli artyści ze Stanów Zjednoczonych, z Australii, Austrii, Bułgarii, Czech, Czechosłowacji, Danii, Estonii, Finlandii, Irlandii, Kanady, Litwy, Łotwy, Niderlandów (Holandii), Niemiec, Norwegii, Republiki Federalnej Niemiec, Rosji, Słowacji, Szkocji, Szwecji, Ukrainy, Walii, Węgier, Wielkiej Brytanii, ZSRR; (nazwiska i nazwy wykonawców, podane są zgodnie z informacjami udostępnionymi publicznie przez organizatorów i są zawarte w przypisach do poszczególnych festiwali - jak niżej).
Spośród polskich artystów, wyodrębnione są dwie grupy – tych, którzy uprawiają różne odmiany country i folk, nie unikając innych gatunków muzyki, oraz – znanych z innych gatunków, jak blues, szanty i pop, choć w wielu przypadkach podział ten jest względny. Lista, aktualna do 2023 włącznie, zawiera pięć grup 613 „podmiotów wykonawczych” zamieszczonych w kolejności alfabetycznej według nazw estradowych. Nie uwzględnia niektórych nie awizowanych laureatów konkursów i „Przepustki do Mrągowa”.
Nazwiska i nazwy wykonawców wyszczególnione poniżej, podane są zgodnie z informacjami udostępnianymi publicznie przed każdą edycją MFMC–MFPC&F przez organizatorów i są zawarte w materiałach: I Festiwal, II-XXV Festiwal, XXVI Festiwal, XXVII Festiwal, XXVIII Festiwal, XXIX Festiwal, XXX Festiwal, XXXI Festiwal, XXXII Festiwal, XXXIII Festiwal, XXXIV Festiwal, XXXV Festiwal, XXXVI Festiwal, XXXVII Festiwal, XXXVIII Festiwal, XXXIX Festiwal, XL Festiwal, XLI (41.) Festiwal, XLII (42.) Festiwal, XLIII (43.) Festiwal, XLIV (44.) Festiwal.

### Ze Stanów Zjednoczonych (74)
Andy Owens, Anita Cochran, Becky Hobbs, Billy Joe Shaver, Bob Long Band, Bobby Bare, BR549, Brady Seals, Carlene Carter, Carlton Moody & The Moody Brothers, Chad Brock, Charlie McCoy, Dale Watson, Danni Leigh, Darryl Worley, David Ball, Della Mae, Dream Journey, Elizabeth Cook, Eric Heatherly, Flynnville Train, Frank Solivan & Dirty Kitchen, Freddy Weller, Gail Davies, George Hamilton IV, George Hamilton V, George Sandifer, Gipsy Cattle Drive, Heather Myles, Hege V, J.T.Blanton, Jack Ingram, James Lann Band, Jamie Hartford, Jarrod Birmingham, Jason Lee McKinney, Jessica Lynn, Jimmy Bozeman, Joe Sun, Johnny Rodriguez, Joy Lynn White, K.C.Williams, Kaeyra, Kathy Mattea, Kayleigh Leith, Larkin Poe, Marcus & Alan, Martin Delray, Mickey Newbury, Modern Earl, Mountain John & The Nashville Ambassadors, Pinmonkey, Rapidgrass, Rattlesnake Annie, Ray Scott, Rebecca Lindsey, Rob Ryan Roadshow, Robert Anthony, Rosanne Cash, Shawn Camp, Smythe & Taylor, Stan Silver, Steve Wariner, Sweethearts Of The Rodeo, Teresa Farris, The Desperadoes, The Jamie Hartford Band, The Nashville All-Star Band, The Steeldrivers, Tom Grant, Tom Logan, Trent Summar & The New Row Mob, Victoria Shaw, Wayne Bartlett; (nazwiska i nazwy wykonawców, podane są zgodnie z informacjami udostępnionymi publicznie przez organizatorów i są zawarte w przypisach we wstępie do tego rozdziału - jak wyżej).

### Z zagranicy, poza Stanami Zjednoczonymi (148)
100 Folk Celsjusz, Afont, Albert Lee, Algirdas Klova & Country Blues Session Band, Allan Mikušek Band, Aly Cook, Angel’s Band, Anthonny Tullo, Applejack, Arizona Train, Bad Mistake, Beergrass, Bibers Farm, Bluefolk, Bluegrass Comeback, Boh Bales & Joe McHugh, Boytorian, Brian Allan, Cattle Company, Cheers, Clearwater Mountain Band, Clutterbillies, Coda, Cop, Cosmos, Country Beat Jiri Brabca, Country Green, Country Minstrels, Country Sisters, Country Swingers, Crooks & Straights, Cross-Tie Walkers, Dakota, Daniel T. Coates Band, Dave Travis, Deiseal, Denis Mazhukov & Off Beat, Discountry, Doctor Millar, Drops, Druha Trava, Dusty Guitars, Einar Vitous Band, Fatboy, Fine Street, Flophouse String Band, Folk Mill, G. Thomas, Georg & The Lucky Riders, Grasshoppers, Grassmaster, Greenhorns i Mirek Novak, Gringos, Grunwald Hilton, Halina Mlynkova, Head Over Heels, Heidi Hauge, Horsens Hardy, Irina Surina, Jacqui, Janne Lindgren, Jim Craig, Jizerska Protĕž, Jo & Lazy Fellow, John Gray-Reed, Jonis, Julia Jostin & Friends, Julian Summers, June & The Band, Just Four Fun, Justament, Kactus, Kane & CO, Karel Černoch, Katia Kaye, Kelly’s Revenge Bush Band, Kentucky, Klaudia & Ken Scardina, Kukerpilid, Kukuruza, Lazy Pigs, Lilly Of The West, Lisa Colter & The Velvet Rose Band, Local Heroes, Maire Ni Bhreathnach, Mandy Strobel, Marek Novák, Mc Kennard, Medicus, Michal Tučnŷ & Tučňàci, Music Road Pilots, Naďa Urbánková, Netto, Neznami, Niczya, Night Hawk, Northern Heart, Oisin, Oski and Los Scobes, Plavci, Podkova, Pony Express, Poutnici, Rackhouse Pilfer, Ramblin' Boots, Raymond Froggatt, Red Grass, Rednex, Richard Band, Robert Simek, Round Up Company, Sarah Jory, Schovanky, Senator, Silver Wolf’s, Silverwood, Simas, Smoky River Band, Speranza, Stan Urban, Sunfire, Suzie Candell, T.C.Smythe & Gary Taylor, T.S. & The Cowboy Band, Taxmeni, Texarkana, The Bluegrass Union, The Pyronix, The Road Band, Tommy Roberts, Trailhead, Tromboola Band, V4, Vabi Danek, Vairas, Varkonyi Eszter, Vera Martinowa, Veslari, Virgis Stakenas, West End, West Point, Western Railroad, Western Satellites, Western Union, Wheels of Steel, Wild Bill Flatpick & Bindlestiffs, Wildwood Country Band, Żanna Biczewska; (nazwiska i nazwy wykonawców, podane są zgodnie z informacjami udostępnionymi publicznie przez organizatorów i są zawarte w przypisach we wstępie do tego rozdziału - jak wyżej).

### Polscy wykonawcy country, folku i pokrewnych (235)
Agata Bzinkowska, Agata Karczewska, Agata Zin, Alabama Band, Alicja Boncol & KoAlicja, Ałer Kantryj, Andrzej Trojak i Grupa Furmana, Andrzej Trojak, Andrzej Walus, Anna Sroka, Anna Ścigalska, Antoni Kreis, Babsztyl, Beata Batrelik, Beata Orbik, Black Horse, Blue Sky, Bodar & Grupa Klakson, Bożena i Lech Makowieccy, Brandee, Bus Stop, Cardioband, Caroline & The Lucky Ones, Carrantuohill, Cashflow, Cezary Makiewicz & Koltersi, Cezary Makiewicz & The Blue Sky, Cezary Makiewicz, Coach, CODA, Colorado & Janusz Nastarowicz, Conner, Country Band Mrągowo, Country College, Country Dudes, Country Dudes V, Country Dudies II, Country Family, Country Five, Country Road, Country Trace, County Dudes, Crossroad, Czas na Grass, Dariusz Fijałkowski, Dariusz Pietrzak, Dominika Kasprowicz, Dorota Krawczyk, Double Bubble, Drink Bar, Droga na Ostrołękę, Dystans, Electric Country Band, Electric Roosters, Ewa Dzik, Ewa Konstancja Bułhak, Fair Play, Fayerwerk, Full Service, Gabriela Mycielska, Galicja Folk Band, Gang Marcela, Garden Party, Gong, Grażyna Świtała, Grube Dudy, Grupa 123, Grupa Blokada, Grupa Furmana, Grupa Rogala, Grzegorz Kropka, Hagoka Band, Halio Band, Hamak, Hand Made, Harvest Time, Hatchback, Hello, Henryk Waszkiel, Homeless Coyotes, Honky Tonk Brothers, Jacek Wąsowski, Jan Manson Country Band, Janusz Nastarowicz, Janusz Tytman, Jarosław Gmitrzuk, Joanna Cieśniewska, Joanna Dove, Joanna Gołombiewska, Joanna Mioduchowska, Johnny Walker Band, JUCY, Jukebox, Julia Pietrucha, Jurek Paterski Country Club, Karolina Bułas, Karolina Jastrzębska, Karolina Kocur, Kasia Bochenek & Black Horse, Kasia Bochenek, Kasia Popowska, Kasia Szubartowska, Kasia Zieja, Katarzyna Jurasz, Kinga Ilgner, Kinga Włodarek, Klakson, Klaudia Magica / Klaudia Majkowska, Kogucik, Kolt, Komety, Konrad Milczarski Band, Konrad Milczarski, Konwój i Teresa Krzysztofik, Konwój, Kraków Street Band, Krystyna Mazur, Krywań, Krzysztof Gabłoński & Full Service, Krzysztof Gabłoński, Krzysztof Majkowski, Krzysztof Romaniszyn, Kukla Band, Kwartet Jorgi, Last Train, Lech Makowiecki, LemON, Leszek Laskowski, Life Style Country Band, Life Style Orchestra, Little House, Little Maggie, Lonstar & Country Family, Lonstar Band, Lonstar, Lutnia, Łukasz Jemioła, Magda Anioł, Magda Lasocka, Maja Bogucka, Manson Band, Marek Śnieć, Maria Gorajska & Awra, Mariusz Kalaga & Tex-Mex, Mariusz Kalaga & The Partners, Mariusz Kalaga, Mariusz Mańczak, Marysia Gorajska, Marysia Staszek, Marzena Woźniak, Meritum, Michał Grabiec, Michał Tokarski, Mikołaj Korzistka, Ministrels Shop, Mirosław Kalisiewicz, Mississippi Blues Band, Mitch & Mitch, Mr. Olek Country Band, Mrongoville Country Band, New Road Trio, Next Generation, Oliwia Boncol, Oliwia Trochimiuk, Parkway, Party Tour Country Band, Party Tour, Paula i Karol, Paulina Wróblewska, Paweł Bączkowski & Superband, Paweł Bączkowski, Petulski i Pietrzak, Piotr Bułas & Garage Folks, Piotr Sonnenberg, Pora Wiatru, Power Grass, Przemysław Myszkowski i The Medley, Przemysław Myszkowski, Rafał Oryńczak, Rafał Rękosiewicz, Rangers, Rawa Country Band, Robert i Marcin Rybczyńscy / Bracia Rybczyńscy, Robert Petulski, Rubens Band, Rusty Pine, Ryszard Wolbach, Sara Stano, Sfora Tadziora, Siostry Melosik, Sonia Lelek / Drzymała, Stacja Folk, Stanisław Solarski & White Canion, Step By Step, Strefa 50, Superband, Syrbacy, Tadeusz Głuchowski, Tania Golec, T-Band, Teren C, Texas Band, Texel, The Gold Country & Roll Band, The Medley, The Storytellers, Tomasz Szwed & Full Service, Tomasz Szwed & Poker, Tomasz Szwed & Zakład Opieki Zdrowotnej, Tomasz Szwed, Tomek Makowiecki Band, Trace, TRIO, Uniwers i Hilton, Urszula Chojan & Country Show Band, Urszula Chojan, Vermond City, Vulgaris Country Singers, West Side, West&Swing, Western Standard, Wheels of Steel, Whiskey River & Antoni Kreis, Wild West, Wojciech Dudkowski z Drogą na Ostrołękę, Wojciech Dudkowski, Wojciech Kucharski, Wojciech Suchań, Zayazd, Zbigniew Hofman, Zgredybillies, Zuzia Kopecka; (nazwiska i nazwy wykonawców, podane są zgodnie z informacjami udostępnionymi publicznie przez organizatorów i są zawarte w przypisach we wstępie do tego rozdziału - jak wyżej.

### Polscy wykonawcy inni, w tym rock, blues, szanty i pop (157)
Ada Rusowicz, Adam Kucharski, Agata Ostrowska, Agnieszka Włodarczyk, Alicja Szymańska, Alina Pszczółkowska, Alizma – Siostry Okapiec, Andrzej Cierniewski, Andrzej Ellman, Andrzej Kielar & Supertank, Andrzej Ozga, Andrzej Rybiński, Ania Pituła, Anita Lipnicka & John Porter, Anna Jurksztowicz, Anna Wyszkoni, Bieszczadersi, Blue Café, Bogusław Mec, Boogie Boys, Boys, Bracia Cugowscy, Chłopaki Nie Płacą, Danuta Błażejczyk, Dżem, Edyta Geppert, EKT Gdynia, Emilia Miemiec, Emilian Kamiński, Ewa Błaszczyk, Ewelina Flinta, Formacja Kraków Street Band, Gang Olsena, Gracjan Kalandyk, Greg Strangler, Grupa Pod Budą, Grzegorz Halama, Halina Zimmerman, Hausplatz Blues, HLA, HLA4, Ira, Jacek Noch, Jacek Skubikowski, Jan Izbiński, Janusz Hryniewicz, Janusz Laskowski, Jarosław Ziętek, Jerzy Filar, Jerzy Grunwald i PutOnRock, Jerzy Kryszak, Jerzy Różycki, Joanna Kozak, Joanna Liszowska, Julia Szewczyk, Justyna Sieńczyłło, Kabaret Ciach, Kabaret Czesuaf, Kabaret Dno, Kabaret Młodych Panów, Kabaret pod Wyrwigroszem, Kabaret Skeczów Męczących, Kapitan Nemo / Bogdan Gajkowski, Karolina Lizer, Kasia Nova, Kasia Kowalska, Kazik i Przyjaciele, Klaudia, KombII, Krystyna Giżowska, Krystyna Prońko, Krzysztof Daukszewicz, Krzysztof Jaryczewski, Krzysztof Kiljański, Krzysztof Krawczyk, Kuba Sienkiewicz, Kwiat Jabłoni, Lidia Kopania, Liquidmime, Łowcy.B, Łukasz Wiśniewski, Łukasz Zagrobelny, Maciej Maleńczuk, Maciej Silski, Mad Band, Magda Krzywda, Majka Jeżowska, Marek Majewski, Maria Sadowska, Marlena Drozdowska, Maryla Rodowicz, Marysia B., Mechanicy Shanty, Mechaniczne Pyry, Mariusz Kałamaga, Michał Kempa, Michał Milowicz, Michał Wiśniewski, Mirek Kalisiewicz, Mirosław Breguła, Natalia Stefanek, Nocna Zmiana Bluesa, Oddział Zamknięty, Orkiestra Kukla Band, Owal / Jacek Wieczorek, Paragraf 64, Patrycja Markowska, Paweł Kasperczyk, Perfect, Peter Gun, Piotr Bałtroczyk, Piotr Bukartyk, Piotr Janczerski, Piotr Schulz, Piotr Thor, Poparzeni Kawą Trzy, PutOnRock, Rafał Brzozowski, Rafał Sadowski, Rebelianci, Reni Jusis, Robert Chojnacki, Ryszard Rynkowski, Ryszard Wolbach, Sara Jaroszyk, Sebastian Riedel & Cree, Shakin’ Dudi / Ireneusz Dudek, Sławek Wierzcholski, Stachursky, Stare Dzwony, Ślad (bracia Rafał i Andrzej Oryńczakowie), T.Love, Tadeusz Woźniak, Teatr Arena, Teatr im. S. Jaracza w Olsztynie, The Girls, Tomasz Dolski, Tomasz Grdeń, Trubadurzy, Trzynasta w Samo Południe, Urszula Sipińska, Urszula, Varius Manx & Kasia Stankiewicz, Violetta Białobłocka, Voo Voo, Vox, Waldemar Wiśniewski, Wały Jagiellońskie, Wanda Kwietniewska, Wilki, Witold Paszt, Wojciech Belon, Wojciech Korda, Wojciech Skowroński, Wolna Grupa Bukowina, Zakopower, Zbigniew Czwojda Orchestra, Zbigniew Hoffman, Zejman & Garkumpel; (nazwiska i nazwy wykonawców, podane są zgodnie z informacjami udostępnionymi publicznie przez organizatorów i są zawarte w przypisach we wstępie do tego rozdziału - jak wyżej).

### Zespoły taneczne (14)
American Folk Dance Ensamble, Caramelka, Dallas, Luz, Paka, Promni, Rodeo, Saloon, Scena Country, Sexy Texas, Strefa Country, Tabun, Tautha & Ellorien Irish Dance, Zjednoczone Siły Teneczne; (nazwiska i nazwy wykonawców, podane są zgodnie z informacjami udostępnionymi publicznie przez organizatorów i są zawarte w przypisach we wstępie do tego rozdziału - jak wyżej).